# Барон Інчира
Барон Інчира з Медаза в графстві Пертшир — спадковий титул у системі Перства Сполученого Королівства. Він був створений 2 лютого 1962 року для британського дипломата, сера Фредеріка Роберта Хоєра Міллара (1900—1989). Він був британським верховним комісаром у Союзницькій верховній комісії (1953—1955), послом Великої Британії в Західній Німеччині (1955—1956) та заступником міністра закордонних справ Великої Британії (1957—1962).
Станом на 2014 рік володарем титулу був його онук, Крістіан Джеймс Чарльз Хоєр Міллар, 3-й барон Інчира (нар. 1962), який замінив свого батька у 2011 році.

## Барони Інчира
| Ім'я                                                              | Роки правління | Титул                              | Примітки                                                   |
| ----------------------------------------------------------------- | -------------- | ---------------------------------- | ---------------------------------------------------------- |
| Фредерік Роберт Хоєр Міллар (6 червня 1900 — 16 жовтня 1989)      | 1962 — 1989    | 1-й барон Інчира                   | Третій син підполковника Роберта Хоєра Міллара (1857—1942) |
| Чарльз Роберт Ренеке Хоєр Міллар (4 квітня 1935 — 27 червня 2011) | 1989 — 2011    | 2-й барон Інчира                   | Старший син попереднього                                   |
| Крістіан Джеймс Чарльз Хоєр Міллар (нар. 12 серпня 1962)          | 2011 — донині  | 3-й барон Інчира                   | Єдиний син попереднього                                    |
| Джейк Крістіан Роберт Хоєр Міллар (нар. 10 липня 1996)            |                | Спадкоємець титулу, вельмишановний | Єдиний син попереднього                                    |